# Studenckie Koło Przewodników Beskidzkich w Warszawie

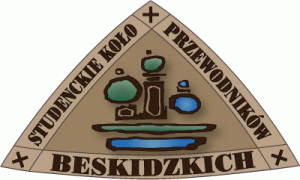
Blacha przewodnicka SKPB Warszawa przedstawia stylizowaną cerkiew

Studenckie Koło Przewodników Beskidzkich w Warszawie (SKPB Warszawa) powstało w 1957 roku jako jedna z pierwszych organizacji studenckich zajmujących się turystyką kwalifikowaną wśród młodzieży. Do dziś jest najliczniejszą studencką organizacją górską w stolicy.
Na działalność SKPB Warszawa składa się przede wszystkim organizacja dwóch dużych ogólnopolskich rajdów studenckich – Beskid Niski (organizowany od 1965 roku do dziś, jest największą tego typu imprezą w kraju) i Połoniny (od 1960 roku). Drugi filar działalności to szkolenie przyszłych przewodników górskich.
SKPB Warszawa funkcjonuje jako organizacja studencka przy Politechnice Warszawskiej oraz Uniwersytecie Warszawskim, a także należy do Oddziału Międzyuczelnianego PTTK w Warszawie (jako Koło nr 9 Studenckie Koło Przewodników Beskidzkich).
Od 1991 roku jest także stowarzyszeniem (nr KRS 0000108052), a od 2005 roku Organizacją Pożytku Publicznego (OPP).
Od połowy lat sześćdziesiątych Koło prowadzi również działalność wydawniczą, promując wydawnictwa dotyczące południowo-wschodniej Polski – obszarów Łemkowszczyzny i Bojkowszczyzny. Wydaje roczniki "Magury" i "Połoniny". Angażuje się w organizację imprez kulturalnych znanych większości turystów – m.in. w warszawską edycję koncertu "W górach jest wszystko co kocham".
Tradycyjnym kołowym strojem była brązowa płócienna bluza, a od 1992 roku jest nim czerwony polar z biało-czarnym paskiem na lewym ramieniu.
Spotkania SKPB Warszawa w trakcie roku akademickiego odbywają się w każdy wtorek w sali 306 w Gmachu Głównym Politechniki Warszawskiej (pl.Politechniki 1).

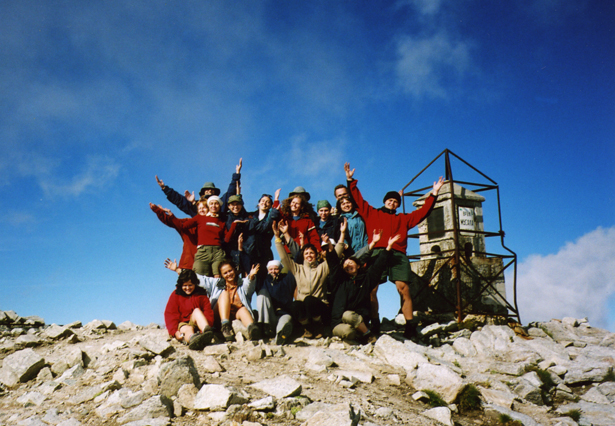
Akcja Lato, to letnie obozy wędrowne w górach świata. Na zdjęciu grupa na szczycie Musały (2925 m n.p.m.) w Bułgarii

## Imprezy turystyczne organizowane przez SKPB Warszawa
Rajd studencki Beskid Niski to największa tego typu impreza w Polsce. Odbywa się na przełomie kwietnia i maja (w tzw. długi weekend) i obejmuje swoim zasięgiem teren polskiego i słowackiego Beskidu Niskiego. W rajdzie uczestniczy co roku około 300-400 osób z całej Polski.
Pod koniec września organizowany jest rajd studencki Połoniny. Dawniej liczba uczestników dochodziła do tysiąca, obecnie na rajd Połoniny przyjeżdża około 150-200 osób, które przemierzają bardziej lub mniej uczęszczane szlaki i bezdroża polskich, słowackich i ukraińskich Bieszczadów.
Każdy rajd SKPB Warszawa kończy się tzw. ześrodkowaniem, czyli spotkaniem wszystkich tras. Ześrodkowania co roku odbywają się w innym miejscu i zapewniają atrakcje zarówno dla ciała, jak i dla ducha. Są okazją nie tylko do wypicia herbaty, zjedzenia zupy czy gluta (kisielu), ale i do wspólnej zabawy, udziału w konkursach (z nagrodami), posiedzenia przy ognisku, śpiewów i spotkań ze starymi znajomymi.
W ostatnich latach koło SKPB zajęło się również organizacją rajdów na orientację. Od 2006 roku Koło SKPB było głównym organizatorem Górskich Ekstremalnych Zawodów na Orientację (GEZnO). Obecnie przez członków koła organizowane są rajdy Eskapebolino - dzienna impreza na orientację dla rodzin, i Nocne Manewry, zgodnie z nazwą organizowane w warunkach nocnych, zazwyczaj późną jesienią.
Jesienią, na przełomie października i listopada od 1960 roku organizowany jest Złaz Kampinoski SKPB im. Andrzeja Harskiego. Ta jednodniowa impreza w Puszczy Kampinoskiej jest połączeniem spaceru z wieczornym ogniskiem i śpiewankami.
Wiosną, w okolicy początku wiosny od 1964 roku organizowany jest złaz Powitanie Wiosny. Ta jedno- lub dwudniowa impreza w okolicy Warszawy jest połączeniem wycieczek z wieczornym ogniskiem i śpiewankami.
SKPB Warszawa z myślą o licealistach organizuje też rajd Beskidzki Trakt. Jego dwie edycje wiosenna (maj) i jesienna (październik) przyciągają najmłodszych miłośników gór.
Latem Koło organizuje cykl obozów dla studentów i innych amatorów turystyki górskiej pod hasłem Akcja Lato. W jej ramach co roku proponowanych jest około dziesięć obozów wędrownych na terenie całych Karpat (Ukraina, Rumunia, Słowacja, Czechy, Polska) i nie tylko. Obozy odbywają się również w górach Bałkanów, Pirenejach, Alpach i górach Azji.
Ponadto nieregularnie organizowana jest akcja Góry Dzieciom mająca za zadanie organizację obozów dla dzieci i młodzieży z domów dziecka.
Przez cały rok przewodnicy kołowi organizują wyjazdy otwarte, tzw. Weekendówki. Wyjazdy prowadzone są zarówno w polskich górach, jak i za granicą.

## Kurs Przewodników Górskich

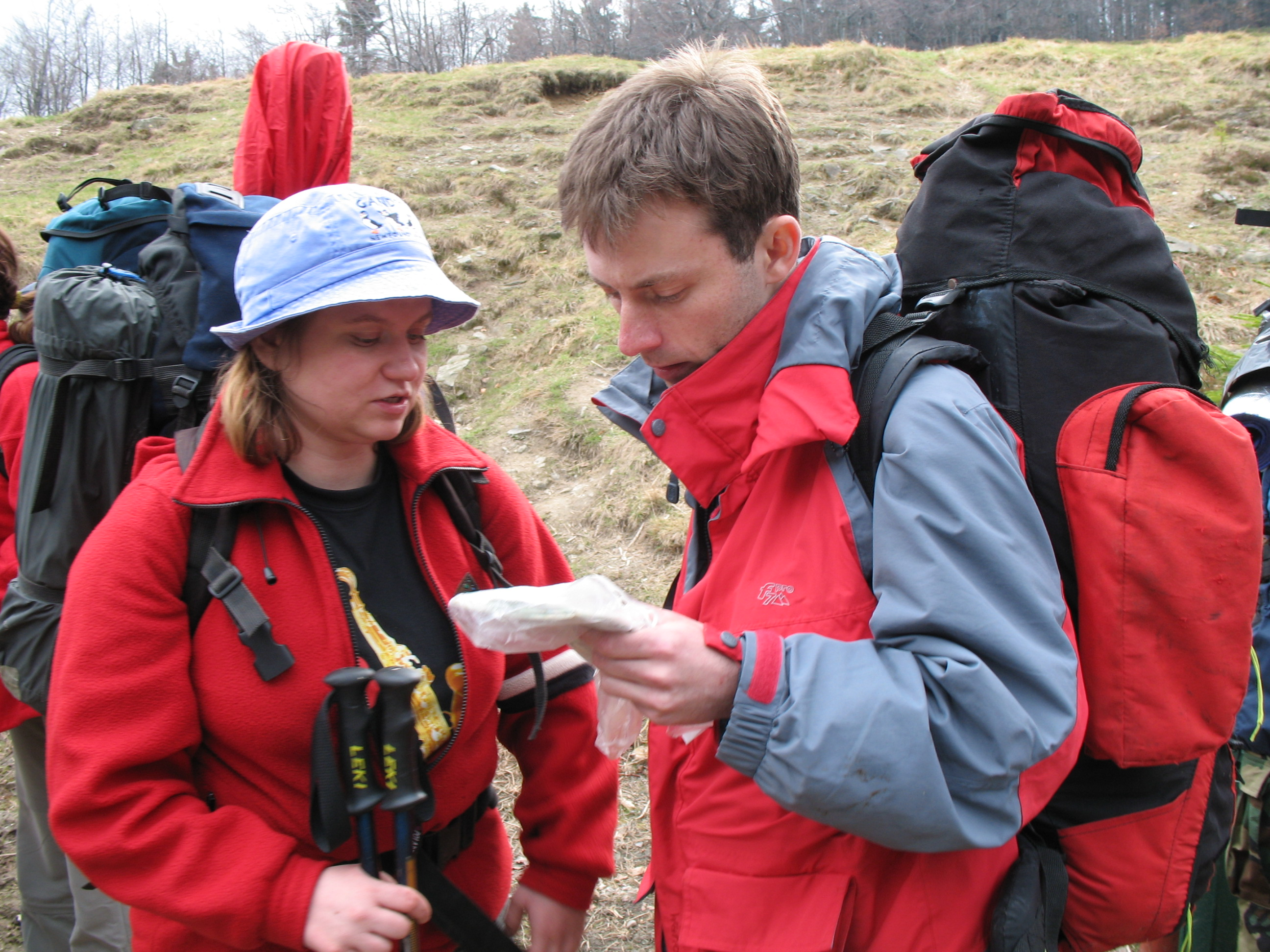
Narada w czasie praktyk przewodnickich

W ciągu 60 lat działalności SKPB Warszawa wyszkoliło już ponad 700 przewodników. W 2021 roku kurs przewodnicki odbywa się już po raz 58. Szkolenie zaczęło się na początku października, a zakończy w listopadzie następnego roku.
Kurs Przewodników Górskich SKPB jest przede wszystkim wielką przygodą. Umożliwia turystom poznanie gór od trochę innej strony, a jednocześnie uczy postępowania w trudnych sytuacjach. Jest praktycznym i teoretycznym przygotowaniem do pełnienia funkcji przewodnika górskiego, a także okazją do zwarcia przyjaźni na całe życie. Kurs składa się z cotygodniowych wykładów i częstych górskich wyjazdów weekendowych. Oprócz nich kursanci biorą też udział w trzech dłuższych obozach: zimowym (tzw. zimówka), wiosennym (tzw. przejście wiosenne) i letnim (tzw. przejście letnie). Ostatni z nich jest też praktycznym egzaminem do Koła.
Po jego zaliczeniu kursanci przystępują do egzaminów wewnętrznych, a po nich do egzaminu państwowego na przewodnika górskiego po Beskidach. Aby zostać członkiem SKPB Warszawa należy mieć 18 lat, natomiast kurs można rozpocząć w wieku 17 lat.

## Chata w Beskidzie Niskim

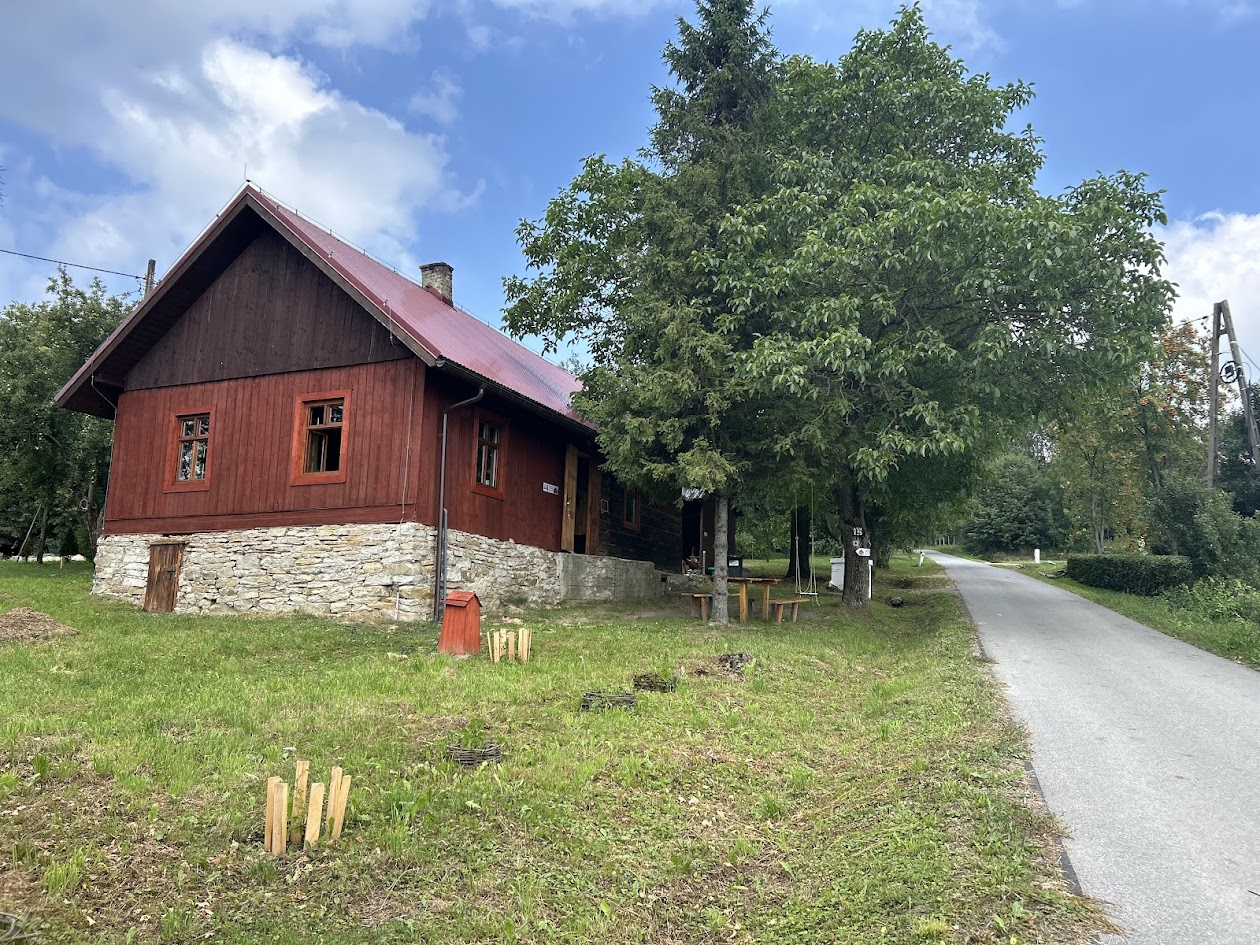
Chatka studencka w Teodorówce k.Dukli, Beskid Niski

W listopadzie 2006 roku SKPB stało się właścicielem chatki studenckiej w miejscowości Teodorówka k. Dukli w Beskidzie Niskim. Dom, z malowniczym widokiem na Cergową, udało się kupić dzięki zbiórce wśród członków i sympatyków Koła. Chata z 1946 roku, położona pod rozłożystym orzechem, jest otwarta dla turystów w lipcu i sierpniu. W innych terminach można nocować w niej po wcześniejszym uzgodnieniu z opiekunem (kontakt na stronie internetowej SKPB).
Co roku przed wakacjami SKPB Warszawa zaprasza swoich sympatyków do bazowania i chatkowania. Osoby pełniące obie funkcje opiekują się chatką i bazą, a w zamian za swoją pracę bezpłatnie mogą pomieszkać w Beskidzie Niskim.
Chata znajduje się powyżej wsi Teodorówka, pod szczytem Wzgórze Franków w grupie Gór Iwelskich.
Zanim stało się właścicielem Chaty w Teodorówce SKPB Warszawa do 2001 roku dzierżawiło chatę w Bartnem we wschodniej części Beskidu Niskiego, jednak z powodu niekorzystnych warunków użytkowania musiało zrezygnować z tej lokalizacji. Podczas poszukiwań nowej górskiej siedziby przez pewien czas rozważano także m.in. lokalizacje w Krempnej i Olchowcu-Kolonii.

## Baza namiotowa w Regetowie

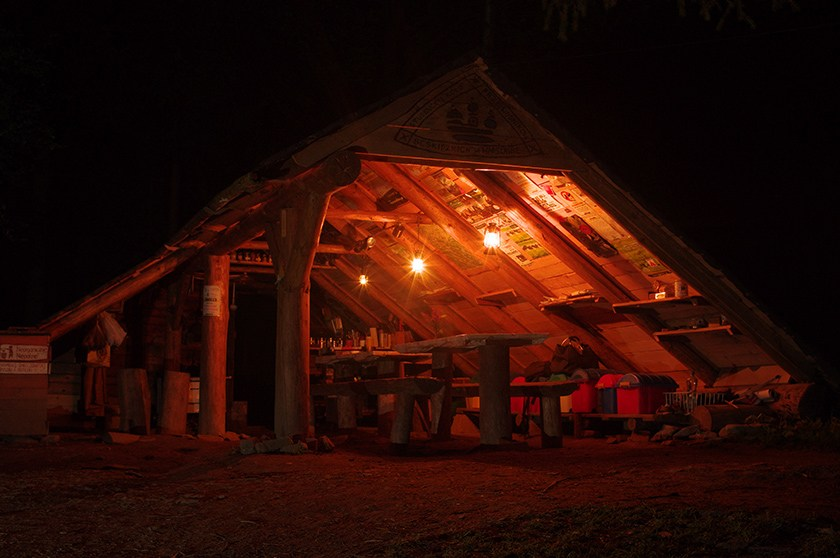
Studencka Baza Namiotowa Skpb Warszawa w Regetowie

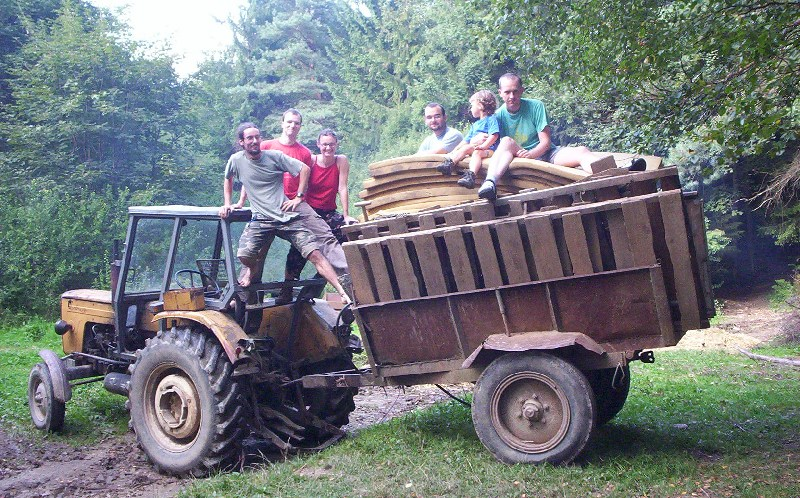
Zwijanie bazy na koniec sezonu

Od 2000 roku SKPB Warszawa prowadzi studencką bazę namiotową w Regetowie Wyżnym, u stóp góry Rotundy (771 m n.p.m.), w Beskidzie Niskim. Baza położona przy czerwonym Głównym Szlaku Beskidzkim jest czynna w lipcu i sierpniu.
Baza namiotowa powstała w miejscu, gdzie wcześniej istniało pole namiotowe, pozostałością po nim jest wiata. Na przełomie kwietnia i maja 2000 odbył się obóz budowlany, a w czerwcu nastąpiło jej otwarcie. W latach 2002–2004 baza udzielała noclegów obozów remontowych dla odbudowujących cmentarz z I wojny światowej na Rotundzie.

## Odbudowacmentarza na Rotundzie
W 2001 roku z inicjatywy przewodników SKPB Warszawa powstało Stowarzyszenie Społeczny Komitet Odbudowy Cmentarza Wojennego na Rotundzie (zarejestrowane w KRS 20 listopada 2002 r.). Grupa zapaleńców porządkowała i wycinała chwasty i krzaki na terenie cmentarza wojennego nr 51 - Rotundy z czasu pierwszej wojny światowej, który znajduje się na górze Rotunda (771 m n.p.m.) w Beskidzie Niskim. W latach 1995–2016 w wyniku prac budowlanych, z pomocą wielu osób i stowarzyszeń polskich i zagranicznych zostało od nowa wybudowanych 5 wysokich wież oraz postawionych 25 krzyży na grobach żołnierzy niemieckich i rosyjskich z tabliczkami z nazwiskami.  

## Znani przewodnicy SKPB Warszawa
- Elżbieta Misiak-Bremer
- Grzegorz Jung
- Stanisław Kryciński
- Andrzej Smirnow
- Paweł Swianiewicz
- Tadeusz Ślawski
- Bogdan Ulka
- Andrzej Wielocha
- Dariusz Załuski
- Monika Witkowska